# Andau
Andau (tyskt uttal: [ˈandaʊ]
 ( lyssna), ungerska: Mosontarcsa) är en ort och kommun i förbundslandet Burgenland i Österrike. Kommunen har 2 282 invånare (2024), på en yta av 47,30 km². Kommunen gränsar till Ungern i öster.